# Mas Roca (Pontós)
El Mas Roca és una obra de Pontós (Alt Empordà) protegida com a Bé Cultural d'Interès Local.

## Descripció
Aquest edifici està situat al veïnat de Romanyà, a sota de l'església de Sant Medir. És una petita masia molt restaurada recentment, però que conserva la base del mur septentrional, d'època més antiga que la resta de la construcció. L'aparell d'aquest mur el formen còdols escapçats, no molt grans i de forma allargada. Es disposen de forma inclinada en opus spicatum.